# یلنا شالیگینا
یلنا شالیگینا (انگلیسی: Yelena Shalygina؛ زادهٔ ۱۵ دسامبر ۱۹۸۶) کشتی‌گیر اهل قزاقستان است.